# 山川弘保
山川 弘保（やまかわ ひろやす、1959年6月29日 - ）は、日本の政治家、医師。岐阜県郡上市長（1期）。

## 経歴
1959年（昭和34年）岐阜県郡上郡高鷲村生まれ。高鷲村立高鷲小学校、高鷲村高鷲中学校、岐阜県立郡上高等学校、岐阜大学医学部卒業。博士（医学）。スイス・チューリッヒ大学脳神経外科留学。
岐阜市民病院脳卒中センター長、郡上市民病院脳神経外科救急部長、日本脳神経外科学会専門医、日本救急医学会専門医、岐阜県木の国・山の国県民会議委員、郡上市森林づくり推進会議委員、6代郡上市市長を歴任。

## 公約
命を守る3つのビジョン
- 医療・福祉・健康を充実させます
- くらしの安全・安心を守ります
- 地域防災力の強化に取り組みます

郡上を守る4つのビジョン
- 地域の経済を活性化させます
- 誰もが利用しやすい移動手段を提供します
- 健やかな子どもの成長をサポートします
- 「学びの郡上モデル」を創出します

詳しくはこちらを参照

## 選挙
任期満了に伴う郡上市長選挙は2024年3月24日に告示、31日に投開票が行われた。今回の選挙は今季限りで引退する日置敏明の後継を選ぶ選挙だった。
開票結果は、当選 山川弘保 無所属 新 64歳 15,903票、田中康久 無所属 新 9,432票だった。（最終投票率：79.32%）

## その他
- 父親の山川清至は元郡上郡高鷲村の村議会議員（1959年から1975年までの4期在任）である。